# 피스프역
피스프역(Visp)은 스위스 발레주에 있는 피스프(프랑스어: Viège)의 교차점이다. 2007년에 완공된 현대적인 역사 건물이 있으며, 2개의 표준궤 노선과 미터궤 노선이 있다.
피스프역은 현재 발레주에서 가장 분주한 기차역이다. 매일 약 230개의 열차가 피스프에 정차하고, 약 18,400명의 승객이 이 역을 이용한다. 대부분은 시옹을 방문하는 열차를 오가는 데 사용된다.

## 운행편

### 표준궤
피스프에 서비스를 제공하는 두 개의 표준궤 노선 중 더 오래된 것은 심플론 철도로, 심플론 터널의 북쪽 입구에서 시옹과 피스프를 통해 제네바 호수의 (제네바 공항, 제네바 및) 로잔과 브리크를 연결한다.
2007년 피스프는 뢰치베르크 베이스 터널과 피스프를 통해 브리크 및 심플론 터널과 (베른 및) 스피츠를 연결하는 알프스를 관통하는 새 철도 링크(NRLA, New Railway Link through the Alps)의 개통과 함께 표준궤 교차역이 되었다.
피스프에 정차하는 모든 표준궤 여객 열차는 스위스 연방 철도에서 운영하지만, 뢰치베르크 베이스 터널은 다른 철도 회사인 BLS AG가 소유하고 있다.

### 미터궤
피스프는 미터궤 BVZ 체르마트 철도(BVZ)에서도 서비스를 제공한다. 2003년 1월 1일부터 BVZ와 푸르카 오버알프 철도(FO)가 합병된 후 BVZ는 마터호른 고트하르트 철도(MGB)가 소유, 운영하고 있다.
MGB는 또한 체르마트에서 피스프, 피스프에서 브리크  및 그 너머까지 미터궤 지역 서비스를 매시간 운영한다.

## 뢰치베르크 베이스 터널 보수 공사
건축 경쟁에 이어 뢰치베르크 베이스 터널의 개통과 동시에 피스프에 새로운 역 건물이 건설되었다. 새로운 역 건물은 4층 높이이며 파란색 거울 유리 클래딩이 특징이다. 2007년 피스프 역은 특별히 잘 설계된 스위스 교통 허브에 수여되는 최초의 FLUX상을 수상했다.
뢰치베르크 베이스 터널이 개통되면서 피스프역은 시옹, 마르티니와 같은 주변 마을과 사스페, 자스-그룬트, 체르마트와 같은 겨울 스포츠 지역을 위한 주요 교환 역이 되었다. 이것은 부분적으로는 베이스 터널이 피스프 직전에 나타나서, 더 큰 마을을 우회하기 때문이다.
역 재건의 여파로 피스프의 인구는 크게 증가했다. 2006년에는 6,100명의 주민이 있었지만, 2008년에는 인구가 7,100명으로 증가했다. 불과 2년 만에 10% 가까이 증가한 것이다. 증가 이유는 역 재건축의 결과이기도 한 피스프 서역의 새로운 주거 지역 때문이다. 불과 3년 안에 피스프 서역은 추가로 3,000명의 거주자를 수용해야 한다.
재건 이후 국제 교통 흐름에도 변화가 생겼다. 바젤과 밀라노 사이의 기차는 이제 뢰치베르크 철도 노선(구 뢰치베르크 터널 포함)을 통해 마을을 우회하는 대신 뢰치베르크 베이스 터널을 통해 피스프와 브리크를 통과한다.

## 같이 보기
- 뢰치베르크 베이스 터널
- 마터호른 고트하르트 철도